# Khoudir Aggoune
Khoudir Aggoune (en arabe : خضير عقون), né le 5 janvier 1981 à Souk El Ténine dans la wilaya de Béjaïa, est un athlète algérien, spécialiste dans le 5 000 m.

## Biographie
Il a participé aux Jeux olympiques d'été de 2004 dans le 5 000 mètres et a terminé 10e de sa course avec un temps de 13:29,37, il n'est pas passé à l'étape suivante.

## Palmarès
| Date | Compétition                     | Lieu        | Résultat | Épreuve  | Temps    |
| ---- | ------------------------------- | ----------- | -------- | -------- | -------- |
| 2000 | Championnats du monde juniors   | Santiago    | 6e       | 5 000 m  | 14:01.16 |
| 2001 | Championnats du monde           | Edmonton    | 20e      | 5 000 m  | 13:43.95 |
| 2001 | Jeux méditerranéens             | Radès       | 6e       | 5 000 m  | 14:10.08 |
| 2002 | Championnats d'Afrique          | Radès       | 4e       | 5 000 m  | 13:34.96 |
| 2003 | Championnats du monde en salle  | Birmingham  | 13e      | 3 000 m  | 7:54.59  |
| 2003 | Championnats du monde           | Paris       | 20e      | 5 000 m  | 13:56.41 |
| 2003 | Jeux africains                  | Abuja       | 8e       | 5 000 m  | 13:53.15 |
| 2004 | Championnats du monde en salle  | Budapest    | 18e      | 3 000 m  | 7:55.94  |
| 2004 | Jeux olympiques                 | Athènes     | 21e      | 5 000 m  | 13:29.37 |
| 2004 | Finale mondiale                 | Monte Carlo | 12e      | 5 000 m  | 13:30.53 |
| 2004 | Jeux panarabes                  | Alger       | 1er      | 5 000 m  | 13:24.73 |
| 2005 | Jeux de la solidarité islamique | La Mecque   | 2e       | 5 000 m  | 14:11.32 |
| 2005 | Jeux méditerranéens             | Almería     | 3e       | 5 000 m  | 13:30.54 |
| 2006 | Championnats d'Afrique          | Bambous     | 8e       | 5 000 m  | 14:10.06 |
| 2007 | Jeux africains                  | Alger       | 8e       | 5 000 m  | 13:25.91 |
| 2007 | Championnats du monde           | Osaka       | 17e      | 5 000 m  | 13:47.36 |
| 2007 | Jeux panarabes                  | Le Caire    | 4e       | 5 000 m  | 13:43.03 |
| 2007 | Jeux panarabes                  | Le Caire    | 4e       | 10 000 m | 29:30.14 |

### Records personnel
- 1 500 m - 3:38.58 (2006)
- 3 000 m - 7:43.63 (2003)
- 5 000 m - 13:10.16 (2006)